# Уряд Нікарагуа
Уряд Нікарагуа — вищий орган виконавчої влади Нікарагуа. Президент Нікарагуа одночасно є главою держави та главою уряду.

## Голова уряду
- Президент — Даніель Ортега Сааведра (ісп. Daniel Ortega Saavedra).
- Віце-президент — Росаріо Мурільо (ісп. Rosario Murillo).

## Кабінет міністрів
Склад чинного уряду подано станом на 7 квітня 2015 року.
| Логотип | Міністерство                                    | Міністр                                                      | Фото | Час на посаді | Час на посаді | Партія | Партія | Вебсайт |
| ------- | ----------------------------------------------- | ------------------------------------------------------------ | ---- | ------------- | ------------- | ------ | ------ | ------- |
|         | Міністерство екології та природних ресурсів     | Хуана Арженал (Juana Argenal)                                |      |               |               |        |        |         |
|         | Міністерство закордонних справ                  | Самюель Сантос Лопес (Samuel Santos Lopez)                   |      |               |               |        |        |         |
|         | Міністерство оборони                            | Марта Елена Руїс Севілла (Martha Elena Ruiz Sevilla)         |      |               |               |        |        |         |
|         | Міністерство освіти, культури і спорту          | Міріам Раудес (Miriam Raudez)                                |      |               |               |        |        |         |
|         | Міністерство охорони здоров'я                   | Соня Кастро Гонсалес (Sonia Castro Gonzalez)                 |      |               |               |        |        |         |
|         | Міністерство праці                              | Жанетт Чавес Гомес (Jeannette Chavez Gomez)                  |      |               |               |        |        |         |
|         | Міністерство промисловості, розвитку і комерції | Орландо Солорзано Дельгадільо (Orlando Solorzano Delgadillo) |      |               |               |        |        |         |
|         | Міністерство сільського і лісового господарства | Аріель Букардо Роча (Ariel Bucardo Rocha)                    |      |               |               |        |        |         |
|         | Міністерство сім'ї                              | Марсія Рамірес Меркадо (Marcia Ramirez Mercado)              |      |               |               |        |        |         |
|         | Міністерство транспорту та інфраструктури       | Пабло Мартінес (Pablo Martinez)                              |      |               |               |        |        |         |
|         | Міністерство туризму                            | Маріо Салінас (Mario Salinas)                                |      |               |               |        |        |         |
|         | Міністерство фінансів і державних запозичень    | Іван Акоста (Ivan Acosta)                                    |      |               |               |        |        |         |
|         | Міністр кабінету міністрів                      | Ана Ізабель Моралес Масон (Ana Isabel Morales Mazon)         |      |               |               |        |        |         |